# Santa María Chilchotla
Santa María Chilchotla è un comune del Messico, situato nello stato di Oaxaca.